# Corrigiola andina
Corrigiola andina är en kransörtsväxtart som beskrevs av Jules Émile Planchon och José Jéronimo Triana. Corrigiola andina ingår i släktet skoremmar, och familjen kransörtsväxter. Inga underarter finns listade i Catalogue of Life.